# بوب وليامز (لاعب كرة قاعدة)
بوب وليامز (بالإنجليزية: Bob Williams)‏ هو لاعب كرة قاعدة أمريكي، ولد في 27 أبريل 1884 في Monday, Ohio ‏ في الولايات المتحدة، وتوفي في 6 أغسطس 1962 في نيلسونفيل في الولايات المتحدة.

## وصلات خارجية
- بوب وليامز على موقعبيزبول رفرنس.كوم (الدوري الرئيسي) (الإنجليزية)
- بوب وليامز على موقعبيزبول رفرنس.كوم (الدوري الثانوي) (الإنجليزية)